# Charif Majdalani
Pour les articles homonymes, voir Majdalani.
Charif Majdalani, né à Beyrouth en 1960, est un écrivain libanais de langue française.

## Biographie
Charif Majdalani est né à Beyrouth en 1960. Après une scolarité au Grand Lycée franco-libanais de la capitale libanaise, il quitte son pays en 1980 pour suivre des études de lettres modernes à l'université d'Aix-en-Provence. Il revient au Liban en 1993 après avoir soutenu sa thèse sur Antonin Artaud. Dans un premier temps, il occupe un poste d'enseignant à l'université de Balamand puis devient maître de conférences et enfin professeur à l'université Saint-Joseph de Beyrouth où il est élu directeur du département de lettres françaises de 1999 à 2008.
De 1995 à 1999, Charif Majdalani s’occupe de pages littéraires de l’Orient-Express, la revue d’opposition fondée par le journaliste et opposant politique Samir Kassir, assassiné en 2005.
Entre 2007 et 2008, il tient une chronique dans le journal le quotidien La Montagne. Membre du comité de rédaction de L'Orient littéraire depuis sa création en 2006, Charif Majdalani fonde la Maison internationale des écrivains à Beyrouth en 2012. Il est chroniqueur dans le quotidien La Croix depuis 2021.
Charif Majdalani est l’auteur de huit romans, d’un journal en temps de crise et d’un ouvrage à mi-chemin entre l’essai et le recueil de récits de vie.
Ses livres sont traduits dans une dizaine de langues.

## Aperçu de l'œuvre
Dans son premier roman, Histoire de la grande maison (2005), Charif Majdalani raconte, sous la forme d’une vaste fresque, la fondation d’un domaine dans les environs de Beyrouth à travers la vie de Wakim Nassar, un personnage dont l’ascension et la ruine accompagnent les transformations du Liban, depuis fin de l’Empire ottoman jusqu’au milieu du XXe siècle. A mi-chemin entre la saga familiale et le récit de filiation, ce roman raconte simultanément une histoire de famille et la manière avec laquelle se raconte une histoire de famille qui devient un ensemble de légendes et de mythes par quoi un groupe humain s’identifie et se définit.
Dans Nos si brèves années de gloire (2011), Le Dernier Seigneur de Marsad (2013) et Villa des Femmes (2015), qui pourraient constituer avec le premier ouvrage une sorte de Quatuor de Beyrouth, il poursuit le même projet en relatant la vie de trois autres familles libanaises dont l’existence s’articule autour de maisons, de quartiers ou de territoires, et dont les heures de gloire et de déboires se fracassent contre la guerre civile libanaise. Ces romans seraient comme le récit global de la fin d’une époque à travers le lent déclin des anciennes familles de Beyrouth, de leur vie entre « côté ville » et « côté campagne », de leurs rapports avec leur clientèle et leurs partisans et de leurs déchirements internes. Deux quartiers imaginaires inspirés de ceux de la ville de Beyrouth servent de décor à ces récits. Ce sont Marsad et Ayn Chir où évoluent les familles Nassar, Cassab, Khattar et Hayek, leurs nombreux membres, leurs descendances et tout l’univers des personnages qui orbitent autour d’elles et qui se croisent parfois d’un roman à l’autre.
L’Empereur à Pied (2017) retrace, sur six générations, l’histoire de la famille des Jbeili depuis son fondateur qui se taille un domaine dans les montagnes libanaises au milieu du XIXe siècle jusqu’à son sixième descendant dans le Liban d’aujourd’hui, en passant par cinq générations qui entretemps se sont déplacées à Beyrouth et ont fondé un empire commercial. Durant cent cinquante ans, ces descendants seront partagés entre la nécessité de gérer les affaires familiales et le besoin d’aventure et de quête, besoin qui les guidera en Italie, au Mexique, en Grèce, en Asie Centrale et jusqu’en Chine. L’errance et les déplacements sont également au cœur de Caravansérail (2007) dans lequel un aventurier libanais rapporte à dos de caravane et après un long et épique périple, un palais en pièces détachées depuis le désert soudanais jusqu’à Beyrouth. Cette thématique de l’errance et du retour est également le sujet de Des Vies possibles (2019).
Dernière Oasis (2021) aborde notre rapport à l’Histoire considérée comme une fiction qui ne sert qu’à mettre de l’ordre dans le chaos des affaires humaines. L’auteur y décrit les hasards, les tâtonnements mais aussi l’incompétence des hommes dans leurs tentatives de maîtriser la marche des choses et qui n’aboutissent qu’à de grands désastres politiques et guerriers. Dans ce roman, un marchand d’art se retrouve en Irak à la veille des grandes calamités qui vont toucher ce pays. Il passe deux mois sur une plantation de la plaine de Ninive, dans une ambiance hors du temps, jusqu’à ce que la violence des événements ne vienne tout emporter. A travers une affaire de trafic de biens archéologiques, le récit raconte ce moment charnière où l’effondrement d’un pays a failli faire basculer le monde entier dans le chaos.
Dans une écriture ample, cinématographique et que les critiques qualifient volontiers d’« épique »,, Charif Majdalani met ainsi en scène le rapport des individus et des communautés humaines au temps et à l’Histoire. La plupart de ses romans racontent les changements que subissent les sociétés en général lorsqu’elles affrontent des crises majeures, des changements et des bouleversements produits par les violences de l’Histoire. Ces bouleversements font toujours irruption après des temps de prospérité proches des fictifs « âges d’or » et contribuent à détruire des équilibres, bousculer des univers, des familles et des communautés installées sur des terres ou dans des quartiers considérés comme immuables. Mais ces sujets, Majdalani les traite toujours à partir de l’intime, à partir de la vie quotidienne des familles, des groupes et des individus, dans une sorte de « poétique » de la vie quotidienne prise dans la trame d’un temps plus long qui est celui de l’Histoire.
Le temps et l’Histoire se nouent aussi, de manière fondamentale dans les romans de Majdalani, à la description des métamorphoses du monde depuis un siècle. L’entropie, ou le désordre introduit par les hommes sur la terre, et qui est notamment au cœur de Dernière Oasis mais qui était déjà largement décrite dans l’Empereur à Pied fait aussi de l’œuvre de Majdalani une réflexion sur le devenir de la planète et sur notre rapport à la Terre. Dans Beyrouth 2020 (2020), et à travers un journal relatant son quotidien durant la crise et au moment de l’explosion sur le port de Beyrouth, Majdalani ne fait que décliner une fois de plus ce thème de l’effondrement d’un monde.

## Œuvres
- Petit traité des mélanges : du métissage culturel considéré comme un des beaux-arts, Éditions Layali, 2002.
- Histoire de la Grande Maison, roman, Éditions du Seuil, 2005
- Caravanserail, Éditions du Seuil, 2007

prix Tropiques 2008, prix François-Mauriac de l'Académie française.
- Nos si brèves années de gloire, Éditions du Seuil, 2012
- Le Dernier Seigneur de Marsad, roman, Éditions du Seuil, 2013
- Villa des femmes, roman, Éditions du Seuil, 2015

prix Jean-Giono 2015
- L'Empereur à pied, roman, Éditions du Seuil, 2017
- Des vies possibles, roman, Éditions du Seuil, 2019
- Beyrouth 2020 : Journal d'un effondrement, Actes-Sud, 2020

Prix Femina - Prix spécial du jury
- Dernière oasis, Actes Sud,2021
- Mille Origines, Bayard, 2023, 220 p. (ISBN 978-2-227-50087-7)

## Texte radiophonique
- Un rendez-vous dans la montagne, fiction commandée par Radio France, diffusée sur France Culture (Fictions/Perspectives contemporaines), le 17 novembre 2007 et le 17 octobre 2008.

## Textes divers
- Monologue de Bilal, dans l'ouvrage collectif Méditerranée amère frontière, Actes-Sud, 2019.
- Monologue de Jamilé, l'Humanité, 20 août 2015.
- Chambre 11, hôtel Al-Mansour, King Fayçal street, Amman, Jordanie, collaboration à l’ouvrage de Olivier Rolin et Cie, Rooms, Seuil, coll. « La Librairie du XXIe siècle », Paris, 2006.
- Beyrouth 79, dans l’ouvrage collectif Avoir vingt ans, Meet, Maison des écrivains étrangers et des traducteurs, Saint-Nazaire, 2007.